# Marble (KDE)
Marble是一款由KDE開發的免費、開源的虛擬地球和世界地圖軟件。可以用來更了解地球：平移和縮放周圍，可以尋找地方和道路。鼠標點擊位置標籤將提供各自的維基百科文章。
當然也可以來測量兩地之間的距離或觀賞目前雲層。Marble提供不同的專題地圖：一個教室風格地形圖、衛星照、街道圖、地球在夜間和氣溫和降雨的地圖 。所有地圖包括一個自定地圖鍵，所以它也可以用來作為教育工具。您也可以更改日期和時間，觀察星空和陰影區在地圖上的變化。

## 外部連結
- Marble主页（页面存档备份，存于）